# Radio Pons
Radio Pons est une radio locale associative née en 1981 au sein du centre socio-culturel de Pons. Elle fête ses 40 ans en 2021.
Diffusant dans les deux Charentes, la radio dispose d'un unique émetteur, situé à Pons, et émet en modulation de fréquence.

## Radio Pons
Cette radio est une émanation du centre socio-culturel de Pons. Depuis sa création, Radio Pons se veut un outil de communication sociale de proximité. La radio souhaite favoriser les échanges entre les groupes sociaux et culturels, donner la parole à tous , proposer une éducation des jeunes aux médias, soutenir les associations et le développement local, lutter contre l'exclusion.
Station de format généraliste, Radio Pons intègre dans sa programmation des artistes de la scène musicale régionale. Se voulant éclectique, Radio Pons diffuse de la variété pop, de la chanson française, du rock, RnB, folk, électro. Le 97 FM s'attache à mettre en avant les associations et les manifestations des environs grâce à un flash d'informations locales et culturelles (du lundi au vendredi à 10h, 12h05, 13h30 et 17h05). De nombreux invités locaux se succèdent également au micro. En janvier 2023, la radio passe de cinq à un employé à la suite des décisions du Conseil d'Administration du centre social le Pont des Seugnes.

## Les bénévoles
De nombreux animateurs bénévoles participent à la vie de la radio en partageant leur passion au micro. Ils choisissent leur sujet et préparent divers magazines musicaux ou culturels : accordéon, musiques traditionnelles, chanson française, philosophie, littérature, contes ou encore musique classique.

## Diffusion
Diffusion en modulation de fréquence à Pons sur la fréquence 97 FM et anciennement sur la fréquence 88.3 ou encore 104.